# Aulus Cornelius Cossus (consul en -428)
Pour les articles homonymes, voir Cornelius Cossus.
Aulus Cornelius Cossus est un homme politique de la République romaine, consul en 428 av. J.-C. et resté célèbre dans l'histoire romaine pour avoir été le deuxième, après Romulus, à dédier à Jupiter des « dépouilles opimes ».

## Famille
Il est membre des Cornelii Cossi, branche de la gens Cornelia. Il est le fils d'un Marcus Cornelius et le petit-fils d'un Lucius Cornelius. Son nom complet est Aulus Cornelius M.f. L.n. Cossus. Il est le frère de Publius Cornelius Rutilus Cossus, dictateur en 408 et tribun consulaire en 406 av. J.-C., et peut-être de Servius Cornelius Cossus, tribun consulaire en 434 av. J.-C. Il est le père de Cnaeus Cornelius Cossus, tribun consulaire en 414 av. J.-C. et consul en 409 av. J.-C., et de Publius Cornelius Cossus, tribun consulaire en 408 av. J.-C.
Selon Tite-Live, Aulus Cornelius Cossus est un « homme d'une beauté singulière, d'une force et d'un courage également remarquables, et animé par le souvenir de ses aïeux, dont il transmit le nom plus grand et plus glorieux encore à sa postérité ».

## Biographie

### Tribunat militaire (437)

#### Bataille de l'Anio
En 438 av. J.-C., la colonie romaine de Fidènes trahit la République romaine au profit de Véies dirigée par Lars Tolumnius. Les consuls de l'année suivante s'engagent dans une guerre contre les Fidénates, soutenus par les Véiens. La bataille se déroule près des rives de l'Anio. Les deux camps subissent de lourdes pertes mais la victoire revient finalement aux Romains. Néanmoins, l'armée romaine est très affaiblie et le Sénat décide de recourir à un dictateur : il nomme Mamercus Aemilius Mamercinus qui choisit Lucius Quinctius Cincinnatus pour maître de cavalerie. Le dictateur repousse les Fidénates et les Véiens au-delà de l'Anio. Ces derniers s'installent devant Fidènes où ils sont rejoints par une armée falisque.
L'armée du roi Lars Tolumnius est supérieure en nombre à celle des Romains selon Tite-Live. L'infanterie étrusque soutient le choc alors que la cavalerie enfonce les lignes romaines, avec à sa tête le roi en personne. C'est alors que le tribun militaire de cavalerie Aulus Cornelius Cossus s'élance et tue Lars Tolumnius lors d'un duel, mettant en fuite le reste de la cavalerie étrusque.

« Parmi cette cavalerie [romaine] se trouvait alors un tribun des soldats, Aulus Cornelius Cossus [...] Quand il vit les escadrons romains plier partout devant Tolumnius, et qu'à son costume royal il eut reconnu ce prince qui parcourait en tous sens le champ de bataille : "Le voilà donc, dit-il, cet infracteur des traités, ce violateur du droit des gens ! Si les dieux veulent qu'il y ait encore quelque chose de sacré sur la terre, je vais immoler cette victime aux mânes des députés de Rome !" En même temps il pique des deux, fond, la lance en arrêt, sur cet unique adversaire, et l'ayant, du premier coup, jeté à bas de son cheval, il saute lui-même à terre en s'appuyant sur sa lance. Comme le roi commençait à se relever, Cossus, du choc de son bouclier, le terrasse de nouveau, le frappe à coups redoublés de sa javeline, et le cloue contre terre ; puis, l'ayant dépouillé de ses armes, il lui coupe la tête, et, la portant au bout de sa lance, il disperse les ennemis par la terreur que leur inspire la vue de la tête de leur roi. Ainsi fut enfoncée la cavalerie, qui seule avait rendu la victoire douteuse. »

— Tite-Live, Histoire romaine, IV, 19, 1-5

#### Les dépouilles opimes
Selon les auteurs antiques, le dictateur, en vertu d'un sénatus-consulte, rentre à Rome en triomphe, tandis qu'Aulus Cornelius porte les dépouilles du roi qu'il consacre au temple de Jupiter Férétrien. C'est la première fois depuis Romulus qu'on y dépose les « dépouilles opimes ». Toutefois, l'authenticité de cet épisode paraît douteuse. D'après les sources antiques, seuls Romulus, Cossus et Marcellus ont dédié les dépouilles d'un chef ennemi dans le temple de Jupiter Feretrius. Or parmi ces trois noms, seul Cossus n'est pas général de l'armée romaine, il n'est qu'un simple tribun et il est étonnant qu'il ait néanmoins été autorisé à procéder à une cérémonie aussi prestigieuse, éclipsant la gloire du dictateur. Tite-Live lui-même émet des réserves mais il n'ose pas contredire Auguste qui affirme avoir vu sous la cuirasse en lin du roi dans le temple une inscription avec le titre de consul.

« En disant que Aulus Cornelius Cossus était tribun des soldats lorsqu'il consacra dans le temple de Jupiter Férétrien les secondes dépouilles opimes, j'ai suivi tous les auteurs qui m'ont précédé ; au reste, outre qu'on appelle proprement dépouilles opimes celles-là seules qu'un général enlève au général ennemi, et que nous ne reconnaissons pour général que celui sous les auspices duquel se fait la guerre, l'inscription même tracée sur les dépouilles prouve, contre leur assertion et la mienne, que Cossus était consul lorsqu'il s'en empara. Pour moi, j'ai entendu de la bouche même d'Auguste César, le fondateur ou le restaurateur de tous nos temples, que quand il entra dans celui de Jupiter Férétrien, qu'il releva, tombant de vétusté, il lut lui-même cette inscription sur la cuirasse de lin ; et j'aurais cru commettre une sorte de sacrilège en dérobant à Cossus le témoignage de César qui rétablit ce temple. L'erreur vient-elle de ce que nos vieilles annales, ainsi que les livres des magistrats, écrits sur toile et déposés dans le temple de Moneta, souvent cités par Macer Licinius, disent que dix ans plus tard Aulus Cornelius Cossus fut consul avec Titus Quinctius Poenus ? C'est sur quoi chacun est libre de prononcer. »

— Tite-Live, Histoire romaine, IV, 20, 5-8
Tite-Live ne remet pas en cause les dires de l'empereur au sujet duquel il ne tarit pas d'éloges mais les historiens modernes doutent aujourd'hui de l'affirmation d'Auguste. Premièrement, le terme consul n'apparaît que tardivement, à l'époque de Cossus, on utilise le terme de praetor. Ensuite, si le temple est décrit comme tombant en ruine, il est étonnant qu'Auguste ait pu déchiffrer une inscription sur une cuirasse vieille de plusieurs siècles. En affirmant que Cossus a bien déposé les dépouilles opimes dans le temple en tant que consul et non en tant que tribun, Auguste a peut-être voulu trouver un argument afin d'empêcher Marcus Licinius Crassus d'accéder au même honneur pour avoir tué le chef des Bastarnes. Enfin, la confusion des titres portés par Cossus met en lumière des problèmes de chronologie dans le récit antique. En effet, Cossus a bien été consul, mais en 428 av. J.-C., soit dix ans après la bataille de l'Anio. Il est maître de la cavalerie pour le dictateur Mamercus Aemilius Mamercinus en 426 av. J.-C. lors de la deuxième prise de Fidènes, pour laquelle le dictateur célèbre un deuxième triomphe. Les similitudes du récit précédant les deux prises de Fidènes (437 et 426) laissent penser que ces deux sièges sont un doublet d'un seul et même siège. Ainsi, il est possible que Lars Tolumnius n'ait pas été tué par Cossus dès la première guerre mais plutôt à l'issue de la deuxième guerre, Cossus étant alors de rang consulaire,.

### Pontificat (431)
Pour l'année 431 av. J.-C., Aulus Cornelius Cossus est mentionné par Tite-Live comme Pontifex Maximus, dictant les formules de vœu au dictateur Aulus Postumius Tubertus qui s'apprête à se lancer dans une campagne contre les Èques et les Volsques,.

### Consulat (428)
En 428 av. J.-C., durant les années marquées par la peste et la famine, Cossus devient consul avec Titus Quinctius Poenus Cincinnatus pour collègue, un des derniers collèges consulaires avant la période des tribuns militaires à pouvoir consulaire. Durant leur consulat, une commission est mise en place pour juger à Fidènes ceux qui auraient participé à un raid sur le territoire romain au côté des Véiens l'année précédente. Ceux qui ne peuvent justifier de leur absence de la ville au moment du raid sont exilés à Ostie, et des colons sont installés à Fidènes à leur place. Cette même année, le territoire romain est touché par une sècheresse qui provoque de nouvelles épidémies. Selon Festus, c'est durant ce consulat que Cossus célèbre un triomphe et dépose les spolia opima dans le temple de Jupiter.

### Tribunat consulaire (426)
En 426 av. J.-C., il est élu tribun militaire à pouvoir consulaire avec Caius Furius Pacilus Fusus, Marcus Postumius Albinus Regillensis et Titus Quinctius Poenus Cincinnatus. Il est chargé du gouvernement de Rome tandis que ses trois collègues partent en guerre contre Véies. Incapables de coordonner leurs efforts et leurs ordres, ils subissent une défaite honteuse. Le Sénat décide alors qu'un dictateur soit nommé, mais en théorie, seul un consul peut le faire. Finalement, les augures étendent ce pouvoir à un tribun consulaire et Cossus nomme Mamercus Aemilius Mamercinus, dont c'est la troisième dictature selon les annalistes antiques. Il choisit à son tour Cossus comme maître de cavalerie,.
Les Véiens, encouragés par leur succès contre les trois tribuns, sont rejoints par de nombreux volontaires étrusques. Fidènes se rallie également à eux et les habitants massacrent les colons romains de la ville. À Rome, la mobilisation menée par Mamercus Aemilius Mamercinus est difficile. Les deux armées se retrouvent près de Fidènes.
La bataille s'engage uniquement entre les infanteries de chaque armée, le dictateur ayant ordonné à Aulus Cornelius Cossus d'attendre son signal pour charger. Une nouvelle armée sort de Fidènes, augmentant leur supériorité numérique, mais elle est peu organisée et simplement équipée de torches enflammées. Cossus reçoit l'ordre d'attaquer et charge alors la nouvelle troupe ennemie, emportant tout sur son passage et fermant la route de Fidènes à l'armée de Véies. La ville est finalement prise et soumise au pillage par l'armée du dictateur. Ce dernier célèbre un triomphe puis ordonne à Aulus Cornelius Cossus d'abdiquer et fait de même seulement seize jours après avoir été nommé.